# Paco Casal
Francisco Casal (São Paulo, 7 de agosto de 1958), mais conhecido como Paco Casal, é um empresário brasileiro-uruguaio nascido no Brasil e criado em Montevidéu.
Casal é considerado o maior empresário do Uruguai. Ex-futebolista obscuro, construiu seu poder como agente de alguns jogadores da Seleção Uruguaia de Futebol e foi ampliando seus negócios. Na década de 1990, seu poder era tal que tornou-se virtualmente o dono do futebol no país, tendo o vínculo dos principais jogadores do país e sendo o dono da Tenfield, empresa que abriu com Enzo Francescoli e Nelson Gutiérrez (dois de seus antigos agenciados) e que tem os direitos de transmissão do campeonato uruguaio.
Tal onipresença deixou os clubes uruguaios dependentes de Casal para ter cotas de TV e para a contratação de jogadores. "Tem sido prejudicial ao futebol uruguaio. Os jogadores cada vez ganham salários menores, os clubes estão falidos, mas os empresários são cada vez mais ricos. Os únicos jornalistas que apóiam a relação contratual entre a AUF e a Tenfield são os que trabalham para a empresa, que tem o monopólio no país", declarou um jornalista. Há rumores de que a mando do agente, Francescoli, Rubén Sosa, Carlos Aguilera e José Óscar Herrera tenham se negado a defender o Uruguai na época em que a Celeste era treinada por Luis Cubilla, que atendia o desejo na época de grande parte dos fãs uruguaios - afastar os jogadores que atuavam na Europa, muitos dos quais os empresariados por Casal. Também se desconfia de que Diego Forlán demorou para receber sua primeira convocação por não ser cliente do agente.
Sem autonomia suficiente para atender os anseios de torcedores e imprensa, os grandes clubes uruguaios - Nacional e Peñarol - começaram a passar por constantes crises na década de 2000, para desalento de grande parte dos uruguaios (a dupla concentra a ampla maioria dos fãs de futebol no país) contra Casal. Na mesma década, o Peñarol, maior vencedor do campeonato, só sagrou-se campeão duas vezes - a segunda delas, em 2010,[carece de fontes?] já após decidir romper com Casal, deixando em 2006, com o apoio da torcida, de usar os jogadores empresariados por ele. Posteriormente, todavia, o clube faria uma reaproximação com o agente. Por outro lado, alguns clubes pequenos aproveitaram-se da falta de tanta exigência para estruturem-se paulatinamente; Danubio e Defensor conseguiram, juntos, três títulos nesse período, criando inclusive um clássico entre si para definir quem seria a terceira força uruguaia.
Casal também tem negócios nos Estados Unidos, onde criou com Francescoli a emissora Gol TV. Francescoli é, por sinal, grande defensor do empresário: "É o empresário mais importante do meu país, e construiu (seu poder) desde o nada. Se envolveu em coisas que geram paixão, como futebol e carnaval, e isso gera divisões (de opiniões). (...) É uma boa pessoa. Um homem que ajuda mais do que crêem. (...) Paco não se levantou um dia e disse 'quero ser dono do futebol uruguaio'. Não. O futebol foi dado a Paco porque os dirigentes não foram aptos a vender os jogadores que criavam", chegou a declarar.